# Сангличцы
Сангличцы — локальная этническая группа ишкашимцев — одного из памирских народов.
Проживают в Афганистане, на левобережье верховьев реки Пяндж в Афганском Бадахшане, в районе Санглича.
Говорят на сангличском языке (диалекте), который относится к восточно-иранской ветви иранской группы индоевропейской языковой семьи.
Численность около 100—150 чел.
Верующие — мусульмане-шииты (исмаилиты).